# Porto Flavia
Porto Flavia è una infrastruttura di servizio dell'area mineraria di Masua, oggi non più operativa, situata nella zona sud-occidentale della Sardegna e ricade amministrativamente nel comune di Iglesias, provincia del Sulcis Iglesiente, in quella che oggi è la località balneare di Masua. La lunghezza misura circa 600 m.
Pur essendo un sito minerario, non si trattava di una miniera, bensì di un porto d'imbarco del materiale estratto dalle miniere vicine. Fu progettato dall'ingegnere veneziano Cesare Vecelli e realizzato nel 1924; prese il nome dalla figlia primogenita dell'ingegnere stesso.

## La miniera

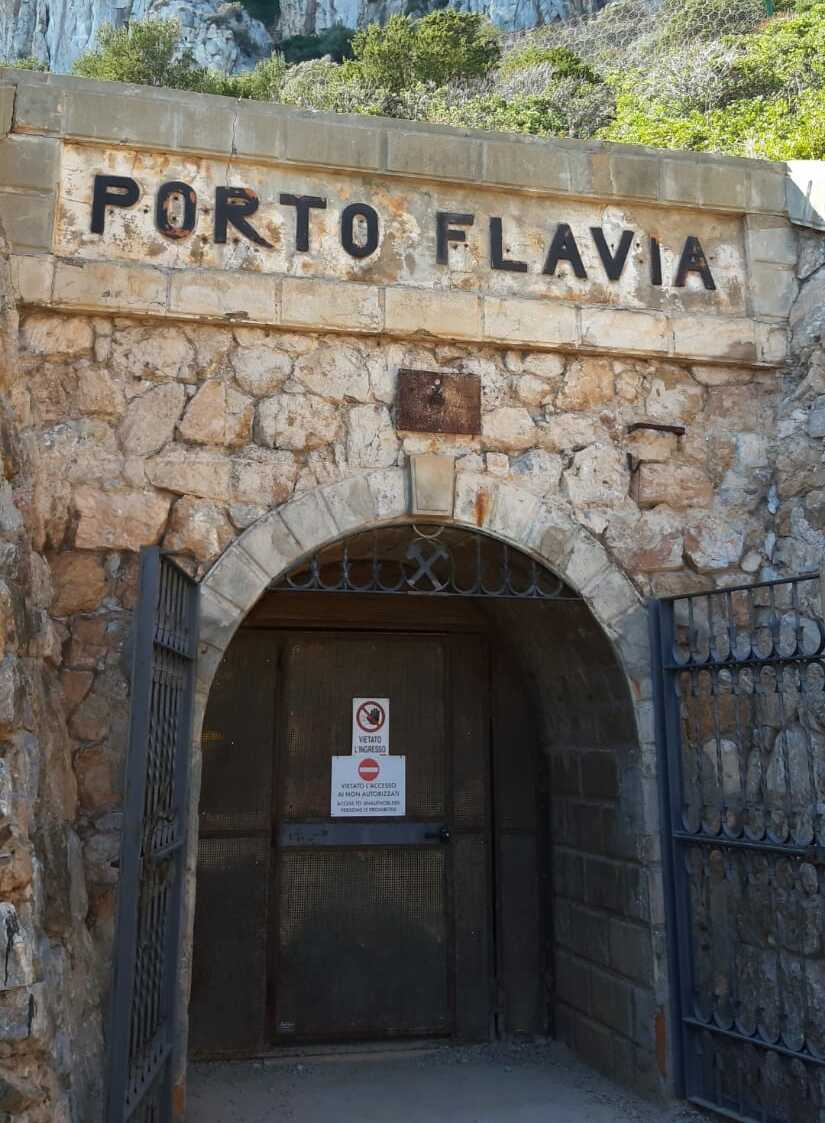
Ingresso

La miniera di piombo e argento di Masua è stata una delle più importanti del territorio, sfruttata sin dalla fine del '600, e una delle ultime a chiudere nel 1960. Nel 1882 venne visitata da un giovanissimo Gabriele D'Annunzio, all'epoca corrispondente della rivista Cronaca bizantina, e dalla visita scaturì una descrizione, tanto dura quanto avvincente, delle condizioni lavorative e di vita dei minatori.

## Realizzazione
L'intera installazione portuale fu realizzata scavando all'interno della montagna a picco sul mare due gallerie sovrapposte: quella superiore, dove i materiali estratti dopo essere giunti sul luogo tramite una ferrovia Decauville venivano scaricati e quella inferiore da dove, per mezzo di un nastro trasportatore estraibile, il materiale veniva stivato direttamente sulle navi alla fonda. Tra le due gallerie erano sistemati nove enormi sili per lo stivaggio del materiale capaci di contenerne fino a 10 000 tonnellate.
La realizzazione di Porto Flavia permise alla società mineraria belga Vieille Montagne, proprietaria delle miniere della zona, di abbattere i costi di imbarco dei materiali che, fino ad allora, venivano caricati a mano nelle bilancelle (piccole imbarcazioni a vela latina) carlofortine per essere trasportate nei magazzini dell'isola di San Pietro, dalla quale venivano poi imbarcate per le località di destinazione.

## Riconversione turistica
L'impianto fu dismesso negli anni sessanta con il progressivo abbandono dell'attività estrattiva della zona. Come vari siti minerari della zona a fine novecento Porto Flavia è stato sottoposto ad un intervento di restauro, con successiva riapertura al pubblico di visitatori e turisti.